# Ocean Drive (Duke Dumont)
"Ocean Drive" is een single van de Britse muziekproducent Duke Dumont. Het kwam uit als de leadsingle van zijn zevende extended play Blasé Boys Club Part 1 op 31 juli 2015. De bijhorende videoclip verscheen op 15 september op Vevo en YouTube. 

## Tracklijst
| Nr. | Titel       | Duur |
| --- | ----------- | ---- |
| 1.  | Ocean Drive | 3:25 |

| Nr. | Titel                                 | Duur |
| --- | ------------------------------------- | ---- |
| 1.  | Ocean Drive (Michael Calfan remix)    | 4:41 |
| 2.  | Ocean Drive (Hayden James remix)      | 4:36 |
| 3.  | Ocean Drive (Alison Wonderland remix) | 3:45 |
| 4.  | Ocean Drive (Zinc remix)              | 4:54 |
| 5.  | Ocean Drive (Shaun Frank remix)       | 5:07 |

## Hitnoteringen

### Nederlandse Top 40
| Hitnotering: 05-03-2016 t/m 26-03-2016 | Hitnotering: 05-03-2016 t/m 26-03-2016 | Hitnotering: 05-03-2016 t/m 26-03-2016 | Hitnotering: 05-03-2016 t/m 26-03-2016 | Hitnotering: 05-03-2016 t/m 26-03-2016 | Hitnotering: 05-03-2016 t/m 26-03-2016 |
| Week:                                  | 1                                      | 2                                      | 3                                      | 4                                      |                                        |
| -------------------------------------- | -------------------------------------- | -------------------------------------- | -------------------------------------- | -------------------------------------- | -------------------------------------- |
| Positie:                               | 34                                     | 32                                     | 38                                     | 40                                     | uit                                    |

### NederlandseSingle Top 100
| Hitnotering: 12-03-2016 t/m 14-05-2016 | Hitnotering: 12-03-2016 t/m 14-05-2016 | Hitnotering: 12-03-2016 t/m 14-05-2016 | Hitnotering: 12-03-2016 t/m 14-05-2016 | Hitnotering: 12-03-2016 t/m 14-05-2016 | Hitnotering: 12-03-2016 t/m 14-05-2016 | Hitnotering: 12-03-2016 t/m 14-05-2016 | Hitnotering: 12-03-2016 t/m 14-05-2016 | Hitnotering: 12-03-2016 t/m 14-05-2016 | Hitnotering: 12-03-2016 t/m 14-05-2016 | Hitnotering: 12-03-2016 t/m 14-05-2016 | Hitnotering: 12-03-2016 t/m 14-05-2016 |
| Week:                                  | 1                                      | 2                                      | 3                                      | 4                                      | 5                                      | 6                                      | 7                                      | 8                                      | 9                                      | 10                                     |                                        |
| -------------------------------------- | -------------------------------------- | -------------------------------------- | -------------------------------------- | -------------------------------------- | -------------------------------------- | -------------------------------------- | -------------------------------------- | -------------------------------------- | -------------------------------------- | -------------------------------------- | -------------------------------------- |
| Positie:                               | 92                                     | 86                                     | 79                                     | 79                                     | 69                                     | 61                                     | 67                                     | 78                                     | 98                                     | 97                                     | uit                                    |

### 3FM Mega Top 50
| Hitnotering: 20-02-2016 t/m 28-05-2016 | Hitnotering: 20-02-2016 t/m 28-05-2016 | Hitnotering: 20-02-2016 t/m 28-05-2016 | Hitnotering: 20-02-2016 t/m 28-05-2016 | Hitnotering: 20-02-2016 t/m 28-05-2016 | Hitnotering: 20-02-2016 t/m 28-05-2016 | Hitnotering: 20-02-2016 t/m 28-05-2016 | Hitnotering: 20-02-2016 t/m 28-05-2016 | Hitnotering: 20-02-2016 t/m 28-05-2016 | Hitnotering: 20-02-2016 t/m 28-05-2016 | Hitnotering: 20-02-2016 t/m 28-05-2016 | Hitnotering: 20-02-2016 t/m 28-05-2016 | Hitnotering: 20-02-2016 t/m 28-05-2016 | Hitnotering: 20-02-2016 t/m 28-05-2016 | Hitnotering: 20-02-2016 t/m 28-05-2016 | Hitnotering: 20-02-2016 t/m 28-05-2016 | Hitnotering: 20-02-2016 t/m 28-05-2016 |
| Week:                                  | 1                                      | 2                                      | 3                                      | 4                                      | 5                                      | 6                                      | 7                                      | 8                                      | 9                                      | 10                                     | 11                                     | 12                                     | 13                                     | 14                                     | 15                                     |                                        |
| -------------------------------------- | -------------------------------------- | -------------------------------------- | -------------------------------------- | -------------------------------------- | -------------------------------------- | -------------------------------------- | -------------------------------------- | -------------------------------------- | -------------------------------------- | -------------------------------------- | -------------------------------------- | -------------------------------------- | -------------------------------------- | -------------------------------------- | -------------------------------------- | -------------------------------------- |
| Positie:                               | 41                                     | 41                                     | 47                                     | 44                                     | 39                                     | 38                                     | 38                                     | 31                                     | 31                                     | 31                                     | 42                                     | 47                                     | 43                                     | 37                                     | 47                                     | uit                                    |

## Releasedata
| Land       | Releasedatum      | Formaat                  | Label           |
| ---------- | ----------------- | ------------------------ | --------------- |
| Wereldwijd | 31 juli 2015      | Muziekdownload - single  | Virgin EMI      |
| Wereldwijd | 25 september 2015 | Muziekdownload - remixes | Blasé Boys Club |